# Luis Fajardo
Pour les articles homonymes, voir Fajardo.
Luis Fajardo, né le 18 juin 1963 à Medellín (Colombie), est un footballeur colombien, qui évoluait au poste de milieu de terrain à l'Atlético Nacional, à l'Atlético Huila et à Independiente Medellín ainsi qu'en équipe de Colombie.
Fajardo marque un but lors de ses quinze sélections avec l'équipe de Colombie entre 1989 et 1990. Il participe à la coupe du monde 1990 avec la Colombie.

## Carrière
- 1984-1992 : Atlético Nacional
- 1993 : Atlético Huila
- 1994-1995 : Independiente Medellín  [1]

## Palmarès

### En équipe nationale
- 15 sélections et 1 but avec l'équipe de Colombie entre 1989 et 1990.
- Huitième-de-finaliste de la coupe du monde 1990.

### Avec l'Atlético Nacional
- Vainqueur de la Copa Libertadores en 1989.
- Vainqueur de la Copa Interamericana en 1990.
- Vainqueur du Championnat de Colombie de football en 1991.